# TimeSplitters
TimeSplitters è uno sparatutto in prima persona per la PlayStation 2 prodotto da Free Radical Design e pubblicato da Eidos Interactive. È il primo videogioco della serie TimeSplitters basata sul viaggio nel tempo. È uscito il 26 ottobre 2000 in America e il 24 novembre dello stesso anno in Europa. 
Dopo il primo TimeSplitters sono usciti 2 seguiti, TimeSplitters 2 e TimeSplitters: Future Perfect.
In realtà osservando i tre TimeSplitters si nota che solo gli ultimi due condividono la storia in quanto nel primo non vi sono spiegazioni tramite filmati o altro. La trama principale comincia in TimeSplitters 2. 

## Trama
Il gioco si basa su un viaggio nel tempo suddiviso in vari livelli che vanno dal 1935 al 2035. I TimeSplitters sono gli avversari: sembrano essere animali o alieni privi di intelligenza, non hanno armature o armi da lancio o da fuoco o altro, soltanto i loro poteri naturali, ovvero la capacità di essere parzialmente invisibili, sparare fulmini e attaccare con le loro forti zampe, nonostante ciò dispongono di astronavi la cui costruzione sembra inspiegabile. 

## Modalità di gioco
Esistono tre modalità: Storia (Diversi livelli da completare in tre livelli di difficoltà nel minor tempo possibile); Arcade (Classica modalità dove si possono selezionere stage, personaggi, armi e nemici); Sfida (Piccoli stage da completare con regole particolari che variano).
I personaggi sono 66 in tutto.

## Livelli
- Tomba 1935
- Villaggio 1950
- Villa 1965
- Ristorante cinese 1970
- Impianto chimico 1985
- Porto 2000
- Cyberden 2005
- Pianeta X 2020
- Spaceways 2035.

## Armi
- Mina di prossimità
- Mina a comando
- Mina a tempo
- TNT
- Colt 1911
- Mauser C96
- S&W M19
- UZI
- Thompson M1928
- SPAS 12
- M16
- Ingram M10
- Heckler & Koch PSG-1
- RPG-7
- Carabina futuristica
- Doppietta
- Fucile di precisione futuristico
- Minigun
- Lanciagranate.